# Структура теорії еволюції (книга)
«Структура теорії еволюції» — книга американського палеонтолога Стівена Гулда, яка підсумовує дослідження автора у галузі еволюційної біології та викладає його думку щодо формату та сутності нової теорії еволюції. Вийшла за два місяці до смерті автора.
Книга складається з двох частин. Перша присвячена історії науки про еволюцію, друга — власним роботам автора і його уявленню про включення нових емпіричних даних до нової теорії еволюції. Вона є однією з найбільших за обсягом наукових робіт у галузі біології. 

## Зміст
Книгу присвячено Нільсу Елдриджу та Елізабет Врба, які разом із Стівеном Гулдом названі «трьома мушкетерами».

### Розділ 1
Перший розділ окреслює рамки всієї книги та визначає, про що буде йти мова. Лейтмотивом його є листування Чарлза Дарвіна і шотландського хірурга і палеонтолога Г'ю Фалконера, якого Дарвін ставив серед найшанованіших людей. Передбачаючи долю теорії Дарвіна, Фалконер стверджував, що Дарвін заклав гарний фундамент теорії еволюції, але не має бути здивованим, що нащадки побудують на ньому щось зовсім інше, схоже на Міланський собор, який будувався в різних архітектурних стилях понад 400 років всупереч попередньому задуму будівничих. У листі до Фалконера Дарвін висловив сподівання, що, незважаючи на те, що у «Походженні видів» є багато непотребу, загальний план будівлі його теорії залишиться незмінним. У цій антитезі «фундамент» чи «загальний план» Гулд і будує своє ставлення до дарвінізму та його сучасних інтерпретацій.
Щоб виділити сутність дарвінівської теорії, Гулд фокусується на трьох центральних ідеях, які він уявляє як триніжник, уособлений викопним коралом. Три опори дарвінізму за Гулдом — це точка прикладення (англ. agency), діюча сила (англ. efficacy) і границі (англ. scope). Точка прикладення — це рівень, на якому діє природний добір. Для самого Дарвіна рівнем дії добору був найнижчий з досліджуваних, а саме рівень організму. Діюча сила — це природний добір, який переважає за значенням інші фактори еволюції. Границі — це ступінь екстраполяції, дозволена ролі природного добору при поясненні макроеволюційних подій.
Гулд досліджує свою власну та інших дослідників належність до дарвінізму у такому вигляді. Паралельно він вивчає стійкість центральних «опор» на сучасному етапі розвитку науки. Як гілки коралу на старовинному малюнку розділені на 3 сегменти, так і теорія може відповідати метафорі «загального плану» (якщо змінені лише кінцеві гілочки), «фундаменту» (якщо зруйновано середні сегменти) або загинути (у разі, коли прибрано хоча б один базовий сегмент).
Частина перша стосується ранній історії еволюційної думки (до 1859 року). Розділ 2 описує структуру «Походження видів». Розділ 3 пов'язаний з темами, що супроводжують точку прикладення, розділи 4 і 5 фокусуються на діючій силі, розділи 6 і 7 стосуються границь. У частині другій йде мова про сучасний етап дискусії навколо теорії еволюції (1959–2002). Відповідно, розділи 8 і 9 присвячені точці прикладення, 10 і 11 — діючій силі, 12 — границям.
У кінці першого розділу Гулд тезово перелічує ключові ідеї кожного з наступних розділів.

## Рецензії
На думку еволюційного генетика Аллена Орра, внесок Гулда до еволюційної біології визначний, а думки варті найширшої дискусії серед біологів. Проте велетенський обсяг роботи та складний стиль викладення з багатьма ліричними відступами від основної теми роблять знайомство із книгою малоймовірним.